# Campagne d'Aitape-Wewak
Pour les articles homonymes, voir Bataille d'Aitape.
Seconde Guerre mondiale
Batailles
- Rabaul
- 1re Salamaua-Lae
- Mer de Corail
- Piste Kokoda
- Baie de Milne
- Goodenough
- Buna-Gona-Sanananda
- Lilliput
- Merauke

- Wau
- Mer de Bismarck
- I-Go
- 2e Salamaua-Lae
- Chronicle
- Monts Finisterre
- Bougainville
- Bombardement de Wewak
- Péninsule de Huon
- Nouvelle-Bretagne
- Bombardement de Rabaul

- Neutralisation de Rabaul
- Îles de l'Amirauté
- Emirau
- Take Ichi
- Nouvelle-Guinée occidentale

La campagne d'Aitape-Wewak est une série d'actions menées par l'Australie contre les garnisons japonaises encore actives entre novembre 1944 et août 1945 dans la région de Wewak dans le nord de la Papouasie-Nouvelle-Guinée lors de la guerre du Pacifique durant la campagne de Nouvelle-Guinée.
Après l'échec de l'offensive générale japonaise en juillet et août 1944 le long de la rivière Driniumor destinée à tenter de repousser les Américains de la région lors de la bataille d'Aitape, le restant des forces nippones s'est par la suite retranché dans les monts Torricelli et la région de Wewak.
Les troupes américaines en place dans la région furent appelées à poursuivre sur d'autres secteurs de conflit, notamment aux Philippines. L'entière poursuite des opérations en Nouvelle-Guinée incomba à l'armée australienne, qui reprit l'offensive en novembre 1944 que les Américains avaient mis entre parenthèses après la capture de leurs principaux objectifs, notamment les aérodromes.

## La bataille

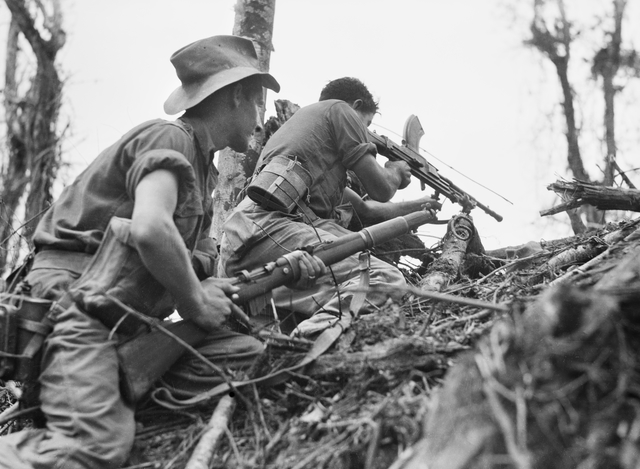
Soldats australienne lors de la campagne d'Aitape Wewak tirant sur une positions japonaise

Les opérations furent divisées en deux principaux secteurs, la majeure partie de la 6e division d'Infanterie fut chargée de remonter le long des zones côtières jusqu'à Wewak en éliminant ou neutralisant les diverses positions japonaises sur son chemin. L'autre partie des forces australiennes fut chargée de s'enfoncer dans les terres vers les monts Torricelli afin de couper en deux les lignes de communication et de ravitaillement japonaises en prenant le contrôle du village de Maprik.
En raison des très difficiles conditions de combats dans cette jungle traversée par de nombreux cours d'eau engendrant d'importantes difficultés de ravitaillement et de communication, les troupes australiennes furent divisées en de petites unités généralement de la taille d'une compagnie ayant pour mission de mener de longues patrouilles destinées à débusquer et éliminer tout îlot de résistance nippone.
Les effectifs des deux armées souffrirent intensément de diverses maladies tropicales, notamment de la malaria.
Cependant au cours d'une progression très lente, les Australiens finissent néanmoins par prendre le contrôle du village de Maprik dans les monts Torricelli le 23 avril 1945, occasionnant l'encerclement de Wewak qui tombe le 11 mai 1945.
Le restant des troupes japonaises se retirèrent dans les montagnes du Prince Alexandre situées au sud de Wewak, où elles seront traquées jusqu'en août 1945, mois durant lequel l'état-major australien décide de l'arrêt de l'offensive en raison des pourparlers entamés par le gouvernement japonais pour sa reddition face aux Alliés.

## Conséquences
Les garnisons nippones dans le nord de la Papouasie-Nouvelle-Guinée, déjà très affaiblies avant le début de la campagne, sont anéanties. Quelque 13 000 Japonais se trouvant encore dans la zone se rendront à la fin du conflit.
Il y eut après la guerre de vifs débats en Australie sur le bien-fondé ou la nécessité d'avoir mené cette campagne destinée à neutraliser des éléments japonais déjà très isolés dans de vastes zones de forêts vierges, coupés de tout soutien et de tout ravitaillement et dont la neutralisation ne revêtait ainsi pas de réelle importance stratégique. 
C'est que l'offensive avait été motivée par des considérations plus politiques que militaires. L'Australie, à cette époque, était cantonnée à des théâtres d'opérations de seconde zone. Le gouvernement australien a donc vu en cette attaque un moyen de faire reconnaître l'effort de guerre du pays contre le Japon. De plus, il a été soutenu que puisque cette zone, qui était encore dénommée Territoire de Nouvelle-Guinée, était sous administration australienne, il incombait au pays d'en reprendre le contrôle le plus rapidement possible, au lieu d'attendre des accords de paix dont personne ne pouvait prévoir la date.